# Liste der Wappen im Landkreis Rhön-Grabfeld
Die Liste der Wappen im Landkreis Rhön-Grabfeld zeigt die Wappen der Gemeinden im bayerischen Landkreis Rhön-Grabfeld.

## Landkreis Rhön-Grabfeld

Landkreis Rhön-Grabfeld Durch einen erhöhten silbernen Wellenbalken geteilt von Rot und Grün; oben eine goldene Laubkrone, unten auf silbernem Dreiberg drei silberne Kreuze.
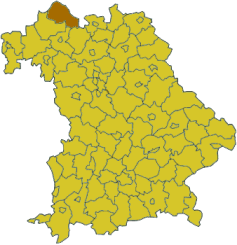
Lage des Landkreises Rhön-Grabfeld in Bayern
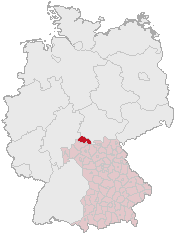
Lage des Landkreises Rhön-Grabfeld in Deutschland
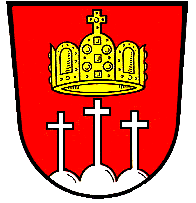
Landkreis Bad Neustadt a.d.Saale (–1972) In Rot unter einer goldenen Kaiserkrone auf silbernem Dreiberg drei silberne Kreuze.
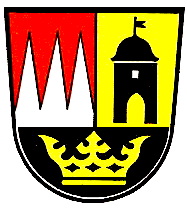
Landkreis Königshofen i.Grabfeld (–1972) Über schwarzem Schildfuß, darin eine goldene Laubkrone, gespalten von Rot und Gold; vorne drei silberne Spitzen, hinten ein schwarzer Turm mit offenem Tor.
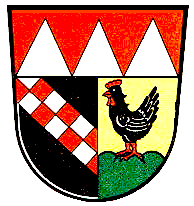
Landkreis Mellrichstadt (–1972) Unter rotem Schildhaupt, darin drei gekürzte silberne Spitzen, gespalten von Schwarz und Gold; vorne ein in zwei Reihen von Silber und Rot geschachteter Schrägbalken, hinten auf grünem Dreiberg stehend eine rot bewehrte schwarze Henne.

## Wappen der Städte, Märkte und Gemeinden

Gemeinde Aubstadt Gespalten von Rot und Gold; vorne ein silberner Torturm, hinten ein steigender schwarzer Biber mit roter Zunge und geschupptem silbernen Schwanz.
Stadt Bad Königshofen i.Grabfeld In Blau eine schräg gestellte, eingekerbte, von Rot und Silber gevierte Fahne an goldener Lanzenstange.
Stadt Bad Neustadt a.d.Saale In Rot eine von rechts nach links steil aufsteigende Zinnenmauer, unten beiderseits je ein silberner Zinnenturm; im Dreieck unter den Mauern ein wachsender, golden gekleideter Bischof mit einem aufrechten silbernen Schwert in der Rechten und einem silbernen Krummstab in der Linken.
Gemeinde Bastheim Unter einem von Schwarz und Silber im Wolkenschnitt geteilten Schildhaupt in Blau ein schräglinks gelegter wachsender goldener Krummstab, überdeckt mit einem in zwei Reihen von Rot und Silber geschachten Schrägbalken.
Stadt Bischofsheim i.d.Rhön In Rot eine silberne Befestigung mit drei blau bedachten silbernen Zinnentürmen; unter wimpergartigem Torbogen in Blau der Kopf eines Bischofs mit silberner Mitra.
Gemeinde Burglauer In Silber ein schmaler blauer Wellenbalken; darüber drei, zwei zu eins gestellte, sechsspeichige schwarze Räder, unten ein roter Zinnenturm mit offenem Tor.
Stadt Fladungen In Rot unter einer dreitürmigen silbernen Kirchenfassade ein wimpergartiger Dreiecksgiebel, darin in Rot ein wachsender, blau gekleideter Bischof mit goldener Mitra, der rechts ein silbernes Schwert, mit der Linken einen einwärts gewendeten goldenen Krummstab hält.
Gemeinde Großbardorf Durch eine eingeschweifte rote Spitze, darin ein gestürztes silbernes Deichselkreuz, das in Mauerankern endete, gespalten von Schwarz und Gold; vorne ein silberner Balken, darüber rechts ein sechsstrahliger silberner Stern, hinten ein steigender, Feuer speiender grüner Drache.
Gemeinde Großeibstadt Durch einen goldenen Kreuzstab gespalten von Rot und Blau; vorne über drei gesenkten silbernen Spitzen ein silberner Schrägbalken, belegt mit drei blauen Ringen, hinten ein von Silber und Rot geteilter Flug.
Gemeinde Hausen In Silber über gesenktem schwarzen Wellenbalken ein deichselförmiger roter Feuerbock.
Gemeinde Hendungen In Gold auf grünem Dreiberg ein durchgehendes schwarzes Tatzenkreuz, dem in der Mitte ein Schildchen mit drei silbernen Spitzen in Rot aufgelegt ist.
Gemeinde Herbstadt Gespalten von Gold und Blau, im Schildfuß belegt mit einem mit vier Spitzen von Rot und Silber gespaltenen Schildchen, vorne ein schwebendes schwarzes Tatzenkreuz, hinten ein silberner Schrägbalken, der mit drei blauen Ringen belegt ist.
Gemeinde Heustreu In Rot über einer gesenkten silbernen Wellendeichsel schräg gekreuzt zwei goldene Flammenschwerter.
Gemeinde Höchheim Unter rotem Schildhaupt, darin drei silberne gekürzte Spitzen, gespalten; vorne fünfmal geteilt von Schwarz und Gold, belegt mit einem schrägen, gebogenen grünen Rautenkranz, hinten in Gold ein rot gezungter, steigender schwarzer Biber.
Gemeinde Hohenroth Wellenförmig geteilt von Silber und Blau; oben schräg gekreuzt zwei rote Streitkolben, darüber und zu beiden Seiten je eine rote Rose; unten eine silberne Lilie.
Gemeinde Hollstadt Geteilt von Silber und Grün, oben ein schräglinker, links gewendeter roter Abtstab, überdeckt von einem in zwei Reihen von Silber und Rot geschachten Schrägbalken, unten über einer silbernen Pflugschar zwei silberne Kartoffelblüten mit goldenen Butzen.
Stadt Mellrichstadt In Rot über einer silbernen Zinnenmauer die Choransicht einer silbernen Kirche mit zwei Türmen und Apsis, alle mit blauen Dächern und goldenen Kreuzen.
Gemeinde Niederlauer Unter silbernem Zinnenschildhaupt, darin zwei schräg gekreuzte rote Streitkolben, in Rot eine goldene Lilienspange.
Gemeinde Nordheim v.d.Rhön Geteilt von Rot und Silber; oben eine nach links gewendete, gekrümmte silberne Forelle, unten ein durchgehendes schwarzes Tatzenkreuz.
Markt Oberelsbach In Silber auf grünem, von einem silbernen Querbach durchzogenen Boden nebeneinander drei grüne Elsenbäume.
Gemeinde Oberstreu Schräglinks geteilt von Rot und Silber; oben ein silberner Hühnerfuß, unten ein roter Schräglinksbalken.
Stadt Ostheim v.d.Rhön In Gold zwischen zwei roten Zinnentürmen mit roten Spitzdächern eine rote Zinnenmauer mit offenem Tor, auf dem ein rot bewehrter schwarzer Löwe mit grünem Rautenkranz in den Pranken steht.
Gemeinde Rödelmaier In Silber unter schwarzem Spitzenschildhaupt ein grüner Dreiberg, darüber ein roter Zickzackbalken.
Markt Saal a.d.Saale Geteilt von Rot und Gold; oben ein gespaltener silberner Lilienstängel mit zwei Blüten, überdeckt von einem gestürzten goldenen Deichselkreuz, das in Mauerankern endet; unten ein schwarzes Tischkreuz.
Gemeinde Salz In Silber über einem schmalen blauen Wellenbalken eine rote Krone, unten ein schwarzer Zickzackbalken.
Gemeinde Sandberg Gespalten; vorne geteilt von Rot und Grün; oben auf silbernem Dreiberg drei silberne Kreuze, unten schräg gekreuzt ein silberner Flachstechbeitel und ein silberner Hohlstechbeitel, bedeckt von einem silbernen Rundknüpfel; hinten in Silber ein senkrechter grüner Buchenzweig mit fünf Blättern.
Gemeinde Schönau a.d.Brend Über goldenem Zinnenschildfuß mit schwarzem Wellenbalken in Grün ein silbernes Rhönrad, darin ein goldenes Eichenblatt.
Gemeinde Sondheim v.d.Rhön Über von Rot und Silber in drei Reihen geschachtem Schildfuß gespalten von Silber und Schwarz, vorne ein links gewendeter roter Bocksrumpf, hinten ein schräger und gebogener goldener Rautenkranz.
Gemeinde Stockheim In Rot ein aus einem silbernen Zinnenschildfuß wachsender silberner Bischof mit goldener Mitra und goldenem Ornat, der in der Linken einen goldenen Bischofsstab und in der Rechten ein aufgeschlagenes silbernes Buch hält.
Gemeinde Strahlungen Unter goldenem Schildhaupt, darin nebeneinander vier blaue Kreuze, in Blau über einer goldenen Sonne schräg gekreuzt ein von Silber und Rot in zwei Reihen geschachter Schrägbalken und ein linksgewendeter goldener Abtstab.
Gemeinde Sulzdorf a.d.Lederhecke In Gold über gesenktem, in zwei Reihen von Rot und Silber geschachtem Balken ein rot bewehrter und rot bezungter schwarzer Löwenrumpf, der ein silbernes Schwert in den Pranken hält, beseitet links oben von einem blauen Schildchen, darin eine goldene heraldische Rose.
Gemeinde Sulzfeld Über rotem Schildfuß, darin drei gekürzte silberne Spitzen, in Gold ein schwebendes schwarzes Deichselkreuz, das in Mauerankern endet.
Markt Trappstadt Über blauem Schildfuß, darin ein silberner Wellenbalken, in Silber eine schwarze Trappe mit goldenen Füßen, die einen goldenen Getreidehalm im Schnabel hält.
Gemeinde Unsleben In Grün über gesenktem, nach oben gebogenem und von Rot und Silber geschachtem Balken ein silbernes Schloss mit roten Dächern.
Gemeinde Willmars Geteilt; oben geteilt von Silber und Rot, oben ein schwarzer Schrägbalken, unten eine silberne Krone; unten in Gold auf grünem Dreiberg eine rot bewehrte schwarze Henne.
Gemeinde Wollbach Durch einen gesenkten, von Silber und Rot in zwei Reihen geschachten Balken geteilt von Rot und Silber; oben ein wachsender silberner Löwe mit goldener Krone, unten eine schwarze Hirschstange.
Gemeinde Wülfershausen a.d.Saale Über blauem Schildfuß, darin ein silberner Schrägbalken mit drei blauen Ringen, in Rot ein wachsender goldener Kessel, daraus aufsteigend die silbern nimbierte Figur des heiligen Veit.

## Ehemalige Gemeinden mit eigenem Wappen

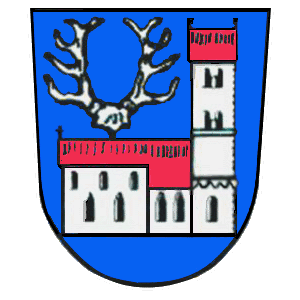
Gemeinde Brendlorenzen
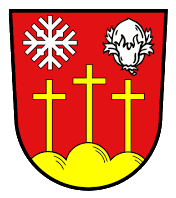
Gemeinde Haselbach in der Rhön